# Robin Chassagne
Robin Chassagne, né le 27 mars 1962 à Rouen et mort le 17 octobre 2021 au Bouscat, est un astronome amateur français.

## Biographie
Le Centre des planètes mineures le crédite de la découverte de l'astéroïde (93102) Leroy effectuée le 27 septembre 2000 avec la collaboration de Christophe Demeautis.
L'astéroïde (15037) Chassagne lui est dédié.